# Coopération interministérielle en France
La coopération interministérielle est, en France, la coopération entre plusieurs ministères au sein du gouvernement français.

## Comités interministériels
Les comités interministériels réunissent plusieurs membres du gouvernement.

## Réunions interministérielles
Les réunions interministérielles permettent de coordonner l'action du gouvernement.

## Organismes interministériels
Parmi l'administration centrale, il existe des organismes interministériels, pouvant faire partie des Services du Premier ministre (exemple la Mission interministérielle de lutte contre les drogues et les conduites addictives) ou sous l'autorité d'un ministre (exemple la Direction interministérielle de la transformation publique).

## Corps interministériels
Au sein de la fonction publique, il existe des corps interministériels (par exemple les attachés d'administration de l'État).